# Riot (Nesli)
Riot è un singolo del rapper italiano Nesli, pubblicato il 19 gennaio 2007 come primo estratto dal terzo album in studio Le verità nascoste.

## Video musicale
Il videoclip, diretto di Cosimo Alemà, è stato girato completamente in bianco e nero. In esso, fa un'apparizione anche il fratello maggiore di Nesli, il rapper Fabri Fibra.

## Tracce
1. Riot – 3:41